# Ansaldo A.1 Balilla
Az Ansaldo A.1, becenevén Balilla Olaszország egyetlen hazai gyártású vadászgépe volt az első világháború alatt. A frontra későn érkezett, így nem sok bevetést repültek vele, azonban a lengyel–szovjet háború alatt mind a lengyelek, mind a szovjetek használták a típust.

## Fejlesztés
Az A.1 lett az Ansaldo cég folyamatos, kemény munkájának eredménye, hogy létrehozzanak egy igazi vadászgépet. Az S.V.A.5 nem felelt meg erre a célra, habár kitűnő felderítőgép volt, erre a célra került sorozatgyártásra. Az Ansaldo mérnöke, Giuseppe Brezzi átdolgozta az SVA.5 tervezetét, megnövelte az alsó szárny méretét, és újratervezte a szárnyközi merevítést. Ezzel javította a gép gyorsulását, növelte a szárnyszerkezet merevségét és csökkentette a repülőgépvázban keletkező feszültséget. A motor teljesítményét 150 kW-ra (200 LE) növelte, az üzemanyagtartályra pedig egy biztonsági rendszer került, fedélzeti tűz esetére.
1917 júliusára kész lett az első prototípus, de a légierő csak decemberben fogadta el a típust. A tesztpilóták nem voltak különösen megelégedve a repülőgéppel. Az SVA.5 géphez képest nagyobbnak ítélték teljesítményét, de nem találták olyan szinten manőverezhetőnek, mint a repülőszázadaiknál lévő francia gépeket. Ennek következményeként egy sor módosítást hajtottak végre, megnövelték a szárnyakat és az oldalkormányt, és 10%-kal növelték a motor teljesítményét. Ezzel kezdetben kielégítették a légierő igényeit, így a módosított A.1 (A.1bis jelöléssel) repülőgépet hadrendbe állították a 91. Squadriglia századnál további kiértékelésekhez.
A pilóták vegyes visszajelzéseket adtak. Míg a vadászgép sebessége lenyűgöző volt, nem bizonyult manőverezhetőnek és nehéz volt repülni. Ezen hátrányok ellenére a légierő megrendelte a gépet, mivel szükség volt egy új típusra az elavuló példányok leváltása miatt.

## Harctéri alkalmazás
Az első száz repülőgép 1918 júliusában állt szolgálatba. Az A.1 gépeket távol tartották a frontvonaltól, inkább a honi légvédelmet biztosították velük. A négy hónappal később bekövetkező fegyverszünetig mindössze egyetlen légi győzelmet arattak a típussal, egy osztrák felderítőgép ellen. Ennek ellenére további száz gépet rendeltek, melyeket a háború végéig le is szállítottak. A fegyverszünet idején 186 bevethető géppel rendelkeztek az olaszok, melyből 47 darabot rendeltek a kiképzőszázadokhoz, a maradékot raktárkészletbe helyezték.

### Lengyel hadrendben

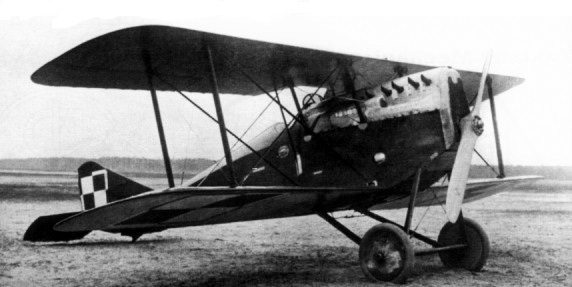
Lengyel A.1

1919-ben egy lengyel küldöttség érkezett Olaszországba fegyvervásárlási céllal. Tíz repülőgépet rendeltek kipróbálási céllal, melyek 1920 januárjában érkeztek Varsóba. A pilóták (főleg amerikai önkéntesek) igen kedvelték a típust nagy sebessége és üzemanyag-kapacitása miatt. Május 25-én az A.1 repülőgépeket bevetették a frontvonalon. A Vörös Hadsereg ukrajnai ellentámadása során egy kivételével mind odaveszett. Addigra viszont a lengyel kormány további 25 darabot vásárolt a gyártási jogokkal együtt, melyek 100 gépre szóltak. Az új repülőgépek csak a fegyverszünet után érkeztek meg, a Lublin gyárból pedig 1921 júliusában gördült ki az első 36 licenc-gyártású repülőgép.
A Lublin-gyártmányú gépek nagyjából 80 kilogrammal nehezebbre sikerültek, emellett folyamatosan problémák adódtak a motorral és a hegesztések minőségével. Több baleset is történt, melyekből kilenc végződött halállal. 1924-ben a megrendelést 80 darabra, majd hamarosan 57 gépre csökkentették (akkorra lényegében ennyi gép már el is készült). A következő évben az összes repülőről eltávolították a fegyverzetet, majd 1927-re teljesen kivonták a típust a szolgálatból.

### Szovjet hadrendben
1920-ban az orosz fehér hadsereg harminc darab A.1-est rendelt, melyekből 1922 áprilisára 18 gépet le is szállítottak. Ezeket kezdetben a harkovi régióban vetették be, fegyvertelenül. Az 1928-as év közepéig a Balti- és Fekete-tenger körül használták. A tél folyamán sítalpakkal látták el őket.

### Lettország szolgálatában
1921-ben Lettország rendelt 13 darab repülőgépet, annak ellenére, hogy a Rigában megrendezett bemutatórepülés az Ansaldo tesztpilótájának halálával végződött. A lett gépek különböztek a többi példánytól, mivel szigeteléssel látták el a motort a hideg elleni védelem érdekében.

### Eladások az amerikai kontinensen
A háború utáni piacok biztosítása érdekében az Ansaldo bemutatta Észak- és Dél-Amerikában is a típust. A cég 1919-ben hat darab repülőgépet küldött az Egyesült Államokba, bízva abban, hogy magánszemélyek is vásárolnak majd a repülőgépből - darabjait 6000 amerikai dollárért ajánlották. A repülőgép nagy sebessége vonzónak bizonyult a rekordvadászok körében; Eddie Rickenbacker, az amerikai repülőász 1920-ban állított fel egy nemzeti sebességrekordot a típussal, egy másikkal, amely egy Curtiss D–12 motorral volt felszerelve, pedig harmadik helyezést értek el az 1921-es US Pulitzer repülőversenyen.
Négy repülőgéppel Argentínába, majd Uruguayba repültek, hogy felkeltsék a helyi kormányzatok érdeklődését, ezekből kettőt fel is ajánlott az Ansaldo mindkét országnak. Ennek ellenére sehonnan nem kaptak megrendelést. A cég ezután két repülőgépet Peruban, egyet pedig Hondurasban állított ki, de itt sem értek el sikert. A dél-amerikai turné sikertelensége miatt az Ansaldo felhagyott az A.1 gyártásával, majd nem sokkal később a társaság beolvadt a Fiat társaságba.
1920-ban Mexikó kapott egy darab A.1-est, amely a Fuerza Aérea Mexicana kötelékében szolgált néhány évig.

## Üzemeltetők
Argentína
 Belgium
 Görögország
 Lengyelország
 Lettország
 Mexikó
 Olaszország
- Olasz Légihadtest

 Szovjetunió
 Uruguay

## Műszaki adatok (A.1bis)

### Geometriai méretek és tömegadatok
- Hossz: 6,84 m
- Fesztávolság: 7,68 m
- Magasság: 2,53 m
- Szárnyfelület: 21,2 m²
- Üres tömeg: 640 kg
- Maximális felszálló tömeg: 885 kg

### Hajtóművek
- Hajtóművek száma: 1 darab
- Típusa: SPA 6A dugattyús motor
- Teljesítmény: 164 kW (220 LE)

### Repülési adatok
- Legnagyobb sebesség: 220 km/h
- Hatótávolság: 660 km
- Szolgálati csúcsmagasság: 5000 m
- Emelkedőképesség: 2,7 m/s

### Fegyverzet
- Géppuskák: két darab szinkronizált .303 űrméretű Vickers géppuska

## Fordítás
- Ez a szócikk részben vagy egészben  az   Ansaldo A.1 Balilla című angol Wikipédia-szócikk ezen változatának fordításán alapul.  Az eredeti cikk szerkesztőit annak laptörténete sorolja fel. Ez a jelzés csupán a megfogalmazás eredetét és a szerzői jogokat jelzi, nem szolgál a cikkben szereplő információk forrásmegjelöléseként.